# Up in Central Park
Pour plus de détails, voir Fiche technique et Distribution.
Up in Central Park est un film américain réalisé par William A. Seiter, sorti en 1948.
Le film est basé sur une comédie musicale de Broadway homonyme qui fut présentée en 1945.

## Synopsis
À l'époque de Boss Tweed, un journaliste du New York Times et la fille d'un immigrant exposent la corruption des personnalités politiques de la ville de New York.

## Fiche technique
- Décors : Howard Bay

## Distribution
- Deanna Durbin : Rosie Moore
- Dick Haymes : John Matthews
- Vincent Price : Boss Tweed
- Albert Sharpe : Timothy Moore
- Tom Powers : Rogan
- Hobart Cavanaugh : Maire Oakley
- Thurston Hall : Gouverneur Motley
- Howard Freeman : Myron Schultz
- Mary Field : Miss Murch
- Tom Pedi : O'Toole
- Moroni Olsen : Big Jim Fitts